# امیر عبدالحسینی
امیر عبدالحسینی (زادهٔ ۱۳ مهر ۱۳۵۳) مدیر هنری، مدرس هنر و طراح گرافیک ایرانی است. او دارای نشان درجه ۱ هنر (دکترا) در رشته گرافیک (۱۳۹۳)، فوق‌لیسانس ادبیات نمایشی از دانشگاه تهران (۱۳۸۳)، لیسانس تولید با گرایش کارگردانی فیلم از دانشگاه صدا و سیما (۱۳۷۹) است. وی عضو انجمن صنفی طراحان گرافیک ایران، انجمن علمی هنر اسلامی و انجمن علمی هنرهای نمایشی است.

## فعالیت‌ها و مسئولیت‌های اجرایی
عبدالحسینی معاونت هنری سازمان فرهنگی هنری شهرداری تهران، مدیریت هنرهای تجسمی و امور موزه‌های شهرداری تهران، ریاست موزه هنرهای دینی امام علی(ع)، عضویت در شورای تخصصی مرکز هنرهای تجسمی، دبیر اجرایی هشتمین دوسالانۀ بین‌المللی کاریکاتور تهران، دبیر سوگوارۀ پوسترهای عاشورا، دبیر سومین جشنوارۀ بین‌المللی هنرهای تجسمی فجر و بسیاری از رویدادهای هنری دیگر را در کارنامه حرفه‌ای خود دارد.
او همچنین علاوه بر فعالیت‌های اجرایی در حوزه طراحی گرافیک،  طراحی ده‌ها عنوان پوستر، نشانه، جلد، نشریه و ...  را به انجام رسانده و آثارش در نمایشگاه‌های گروهی و انفرادی ارائه شده است.
تدریس در دانشکده‌ها و مؤسسات آموزشی متعدد، حضور در شورای سیاستگذاری و ترکیب هیأت انتخاب و داوری جشنواره‌ها و رویدادهای ملی هنرهای تجسمی ‌و انتشار مقالات متعدد هنری از دیگر سوابق او به شمار می‌رود.
او در عرصهٔ مدیریت هنری، اقتصاد هنر و پژوهش هنر نیز فعالیت دارد و کتاب‌ها و مقالاتی در عرصۀ هنر منتشر کرده است.

## کتاب‌ها
- نقاشی قهوه‌خانه (گزيدهٔ مقالات و گفت وگوها)، به اهتمام امير عبدالحسينی و محمدحسن حامدی، انتشارات کتاب آبان، ۱۳۹۹
- سيزده+يک (۱۳ مقدمه و ۱ مقدار سخن هنری)، انتشارات کتاب آبان، ۱۳۹۸
- مناجات حضرت اميرالمؤمنين به خط مجتبی ملک‌زاده، به اهتمام امير عبدالحسينی، انتشارات کتاب آبان، ۱۳۹۱
- ترکيب‌بند محتشم کاشانی به خط مجتبی ملک‌زاده، به اهتمام امير عبدالحسينی، انتشارات کتاب آبان، ۱۳۹۱
- کتاب چهارمين سوگوارۀ پوسترهای عاشورايی، انتشارات سوره مهر، ۱۳۸۸
- کتاب جایزه جهانی بیداری، انتشارات الهدی، ۱۳۹۱
- کتاب سومین‌ جشنوارۀ بین‌المللی هنرهای تجسمی فجر، انتشارات مؤسسۀ توسعه هنرهای تجسمی، ۱۳۸۹
- کتاب دهمین دوسالانۀ جهانی پوستر تهران، انتشارات مؤسسه توسعۀ هنرهای تجسمی، ۱۳۸۷
- کتاب نمایشگاه بزرگ آثار هنری تهران (آرت اکسپو)، انتشارات مؤسسۀ توسعه هنرهای تجسمی، ۱۳۸۸
- کتاب هشتمین دوسالانۀ بین‌المللی کاریکاتور تهران، انتشارات مؤسسۀ توسعه هنرهای تجسمی، ۱۳۸۶
- کتاب سومین جشنوارۀ هنر جوان، انتشارات حوزه هنری، ۱۳۸۵

## فعالیت‌های مطبوعاتی
قائم مقام سردبير فصلنامه هنر ايران، قائم مقام سردبير نشريه هنرهای تجسمی، دبیر سرویس فرهنگ و هنر هفته‌نامه نگاره، انتشار نشريات اولین، دومين و سومین جشنواره بين‌المللی هنرهای تجسمی فجر، انتشار نشريه گلستان، انتشار نشريه سفالينه و انتشار نشریه نقش از جمله فعالیت‌های مطبوعاتی امیر عبدالحسینی به شمار می‌رود.
او همچنین طراحی گرافیک و مدیریت هنری فصلنامه هنرهای تجسمی، ماهنامه ایران کارتون، هفته‌نامه نگاره و … را بر عهده داشته است.

## فعالیت‌های تصویری و سینمایی
- ساخت فیلم مستند ۱۶ میلی‌متری «شنگرف» دربارۀ هنرمند نگارگر جمشید سرحدی، به عنوان پروژۀ مقطع کارشناسی فیلمسازی با فیلمبرداری مهدی محمدی بدرآباد و تدوین سید احمد موسوی.
- مدیر تولید مستند سینمایی «خاکستر و خیال» به کارگردانی مصطفی گودرزی، تصویربرداری مسعود قندی و تدوین محمد مهدی شریعتمدار.
- مدیر تولید و برنامه‌ریز مستند تلویزیونی «عشق و آتش» دربارۀ هنرمند استاد عباس قانع، هنرمند عرصه حجم و نقش برجسته‌های مسی.
- طراحی، ساخت و کارگردانی دهها عنوان فیلم‌ کوتاه، نماهنگ و‌ کلیپ برای هنرمندان مرکز هنرهای تجسمی حوزۀ هنری در آتلیۀ هنرهای تصویری آن مرکز.
- ساخت تیتراژ برای سریال‌ها و برنامه‌های تلویزیونی از جمله تیتراژ آغاز و پایان سریال خوش رکاب و تیتراژ ابتدایی سریال اُ مثبت به کارگردانی علی شاه حاتمی.